# 毎日テニス選手権
毎日テニス選手権（まいにちテニスせんしゅけん）は、毎年7月から9月にかけて有明テニスの森公園他東京都内で開催される、テニストーナメントである。略称「毎トー」。主催は毎日新聞社。日本最古の公認テニストーナメントであると同時に、一般の個人が幅広い世代に渡って参加できるオープン大会でもある。

## 歴史
1919年8月に東京日日新聞（現・毎日新聞）運動部長の弓館芳夫の提唱により、東京高等商業学校（現・一橋大学）コートで「東京オールドボーイズ大会」として第1回が開催された軟式テニス（軟球）のトーナメント。
当初はダブルスのみだったが（軟球時代）、第5回大会よりシングルスがスタートし、ボールも硬球となった。
第12回大会（1930年）より女子種目が加わった。
太平洋戦争のため第24回大会（1942年）を最後に中断となるが、1946年に再開され現在に至る。
一般向けオープントーナメントであるが、トップ選手も多く輩出している。

## 種目
- 一般（男女シングルス・ダブルス・混合ダブルス）
- ベテラン（男女シングルス・ダブルス）
- ジュニア（男女シングルス・ダブルス）